# Nazareth (Pennsylvania)
Nazareth is een plaats (borough) in de Amerikaanse staat Pennsylvania, en valt bestuurlijk gezien onder Northampton County.

## Demografie
Bij de volkstelling in 2000 werd het aantal inwoners vastgesteld op 6023. In 2006 is het aantal inwoners door het United States Census Bureau geschat op 6055, een stijging van 32 (0,5%).

## Geografie
Volgens het United States Census Bureau beslaat de plaats een oppervlakte van 4,3 km², geheel bestaande uit land. Nazareth ligt op ongeveer 92 m boven zeeniveau.

## Geboren
- Joe Kovacs (1989), wereldkampioen kogelstoten

## Plaatsen in de nabije omgeving
De onderstaande figuur toont nabijgelegen plaatsen in een straal van 8 km rond Nazareth.